# Evoplosoma scorpio
Evoplosoma scorpio är en sjöstjärneart som beskrevs av Paul O. Downey 1981. Evoplosoma scorpio ingår i släktet Evoplosoma och familjen ledsjöstjärnor. Inga underarter finns listade i Catalogue of Life.